# Gora Vmërzshij Kamen’
Gora Vmërzshij Kamen’ (englische Transkription von russisch Гора Вмёрзший Камень Gora Wmjorsschi Kamen, deutsch ‚Toter-Stein-Berg‘) ist ein Nunatak in den Prince Charles Mountains des ostantarktischen Mac-Robertson-Lands. In der Aramis Range ragt er unmittelbar südwestlich des Mount Afflick auf.
Russische Wissenschaftler benannten ihn.